# Chaureopa subdepressa
Chaureopa subdepressa är en snäckart som beskrevs av Frank Climo 1985. Chaureopa subdepressa ingår i släktet Chaureopa och familjen Charopidae. Inga underarter finns listade i Catalogue of Life.